# Kirby (Ohio)
Kirby – wieś w USA, w hrabstwie Wyandot, w stanie Ohio.
Według danych z 2010 roku wieś miała 118 mieszkańców.